# Le Chat botté (film, 1999)
Pour les articles homonymes, voir Le Chat botté (homonymie).
Pour plus de détails, voir Fiche technique et Distribution.
Le Chat botté (Puss in Boots) est un film d'animation américain réalisé par Phil Nibbelink, sorti directement en vidéo en juillet 1999, aux États-Unis. C'est le deuxième long métrage des studios Phil Nibbelink Productions, créés par Phil Nibbelink et sa femme Margit Friesacher.

## Synopsis
Lorsque son père décède, Gunther hérite d'un chat particulier. En effet, celui-ci est doté de la parole et se comporte comme un humain. Le chat décide alors d'aider Gunther qui tombe amoureux de la Princesse. Néanmoins, les deux amis doivent faire face à un ogre-dragon, ayant lui aussi comme projet, d'épouser la belle.

## Fiche technique
- Titre : Le Chat botté
- Titre original : Puss in Boots
- Réalisation : Phil Nibbelink
- Scénario : Phil Nibbelink, d'après la traduction du livre Le Maître chat ou le Chat botté de Charles Perrault par Jacob Grimm et Wilhelm Grimm
- Production :
  - Producteurs : Eric Parkinson et Margit Friesacher
- Animation : Phil Nibbelink
- Société de production : Phil Nibbelink Productions
- Société de distribution : Plaza Entertainment et Allumination
- Pays d'origine :  États-Unis
- Langue originale : Anglais
- Durée : 75 minutes
- Sortie vidéo :
  -  États-Unis : 6 juillet 1999

## Distribution
- Judge Reinhold : Gunther
- Michael York : Le Chat botté
- Dan Haggerty : Le roi
- Vivian Schilling : La princesse
- Kevin Dorsey : L'ogre
- Charles von Bernuth : Zeek

### Voix françaises
- Christophe Lemoine : Chat botté
- Fabrice Josso : Gunther
- Valérie Siclay : Princesse
- Pascal Renwick : Ogre
- Roger Crouzet : Roi
- Rémy Kirsh : Evêque et Zeek
- Bernard Metraux : Zak et savetier
- Bertrand Liebert : Bouffon
- Michel Barbey : Cocher